# Quercus andresii
Quercus andresii là một loài thực vật có hoa trong họ Cử. Loài này được R.Alonso & al. miêu tả khoa học đầu tiên năm 1999.